# Castelo Knock
O Castelo Knock (em inglês:  Knock Castle) é um castelo do século XVII atualmente em ruínas localizado em Aberdeenshire, Escócia.

## História
Uma torre anterior foi destruída pelo clã Chattan (MacIntosh) em 1590. A torre atual, ocupando o topo de uma colina, aparenta datar do ano 1600.
Encontra-se classificado na categoria "B" do "listed building" desde 16 de abril de 1971.

## Galeria

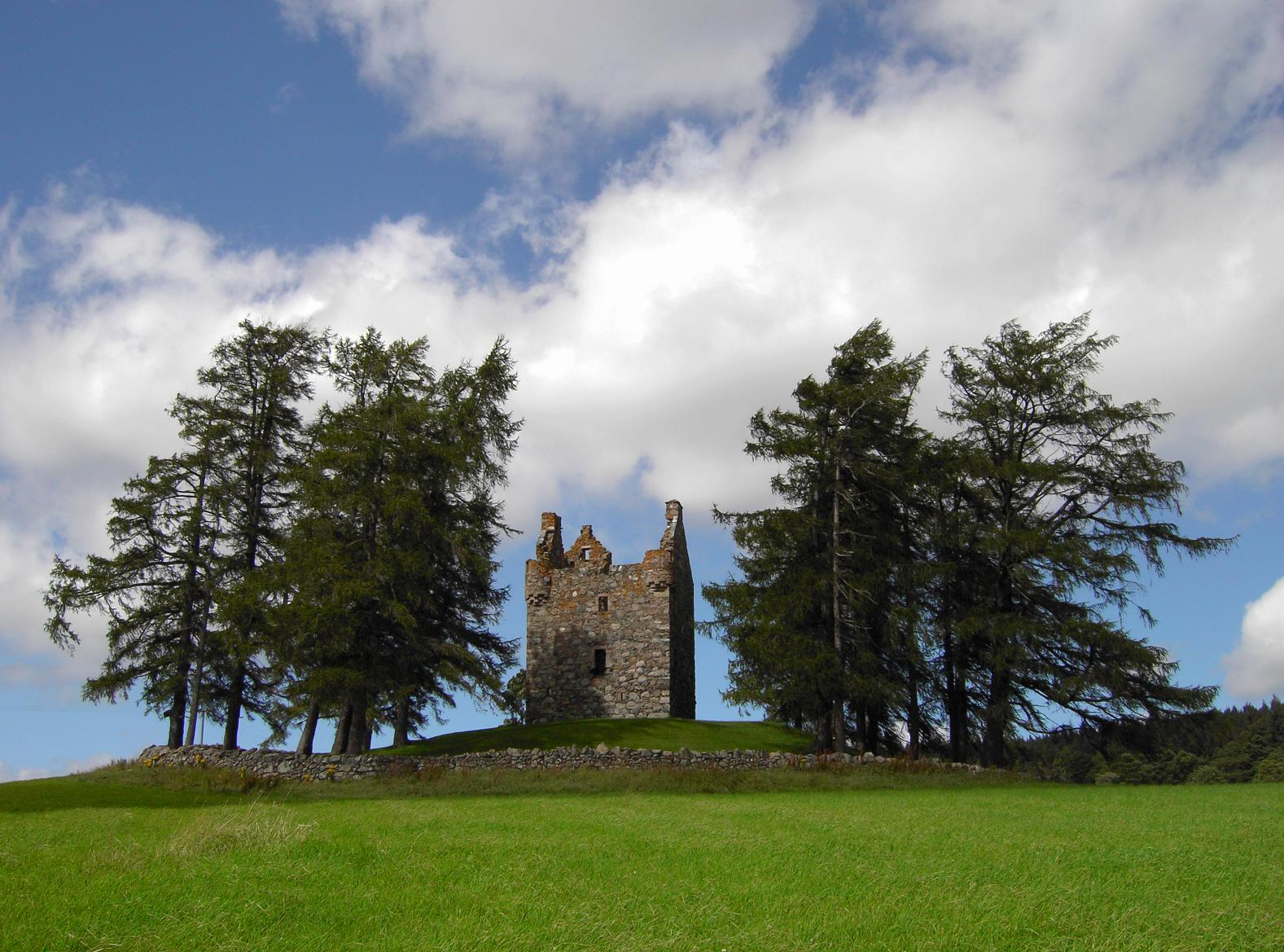
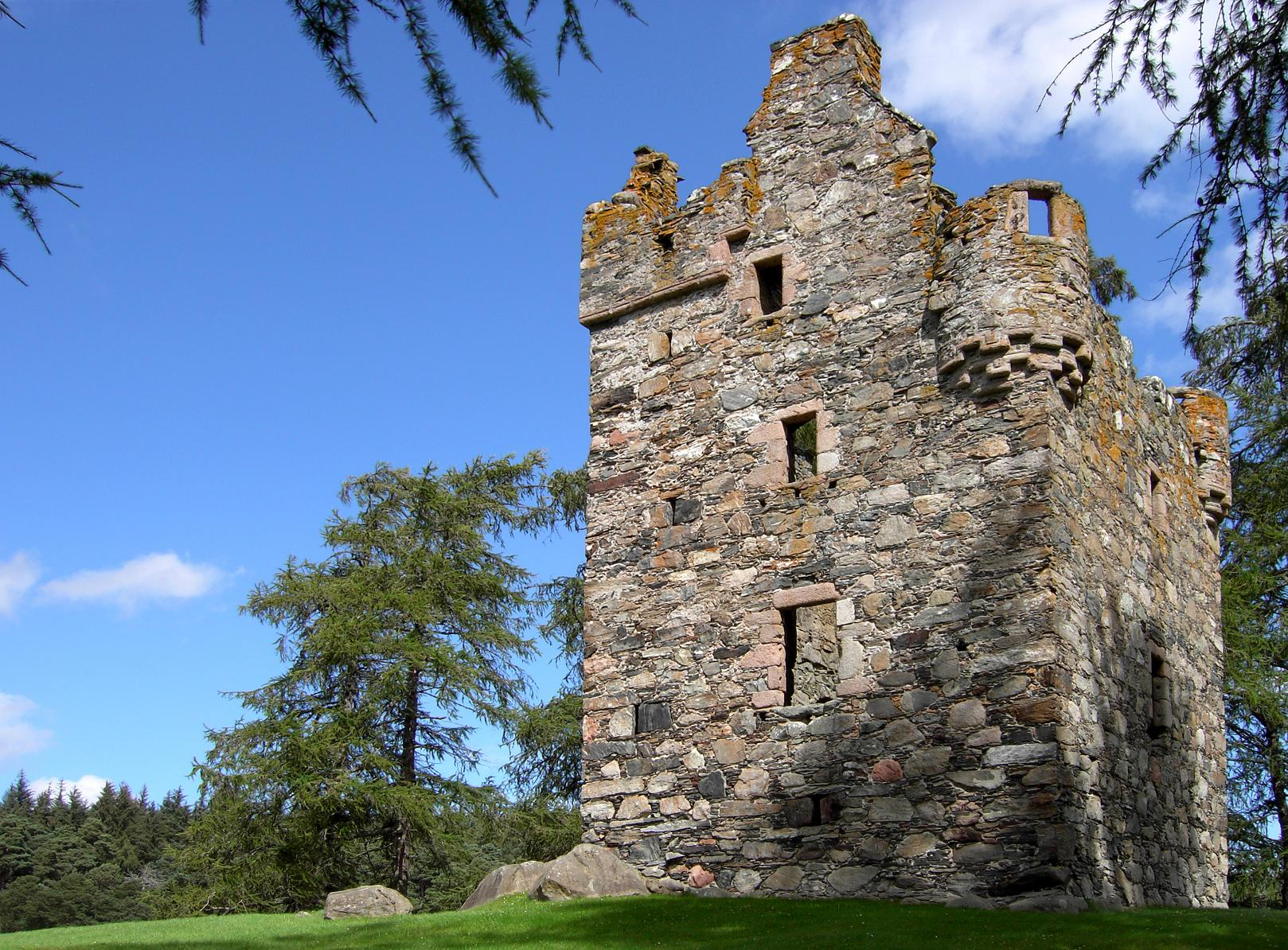